# العذيب (السعودية)
العذيب، قرية من قرى محافظة العلا، والتابعة لمنطقة المدينة المنورة في السعودية. تقع في شمال العلا والمدينة المنورة، وتبعد عنها بمسافة تقارب 330 كيلو مترا، وعن العلا بمسافة تقارب 15 كيلو مترا.

## مركز العذيب
مركز العذيب: هو من مراكز فئة (ب).
الموقعيقع المركز في الجزء الشرقي من محافظة العلا.
المساحةتبلغ مساحته (2,224كم2)، وتمثل 7,60% من مساحة المحافظة، ويأتي في المرتبة السادسة من حيث المساحة.
السكانيبلغ تعداد السكان 4240 نسمة، ويأتي في المرتبة الثالثة.
بعد المركز عن المحافظةيقع المركز على بعد 10 كم من المحافظة، والطريق المؤدي إليه إسفلتي، ويعد المركز في المرتبة الأولى من حيث القرب من مقر المحافظة.